# 奧列格·丁科夫
奧列格·尤里耶維奇·丁科夫（俄语：Олег Юрьевич Тиньков，1967年12月25日—）俄羅斯企業家、商人、億萬富豪。
丁科夫是家用電器商店連鎖商Technoshock、冷凍食品工廠Daria以及丁科夫啤酒的創始人，他也是丁科夫銀行的創始人兼董事會主席。
丁科夫對公路自行车赛頗有熱情，他於2005年創辦了京科夫车队。
根據彭博億萬富翁指數估計，他在2021年11月的淨資產為82億美元，四個月後，其净資產跌至8億美元。2022年俄羅斯入侵烏克蘭之後，他於3月被英國制裁。他一直是俄羅斯總統弗拉基米尔·普京的批評者，且自開戰以來就明確反對戰爭。4月13日，他在公開場合猛烈批評這場戰爭。5月1日，他說普京政府的官員威脅要將丁科夫銀行國有化，他在壓力下以市值3％的超低價被迫出售TSC Group的35%股份（TSC Group全數擁有丁科夫銀行的股份）後躲藏了起來，報稱接到死亡威脅，需要聘請多個保鑣貼身保護。

## 外部連結
- 官方网站
- Oleg Tinkov Instagram (closed July 2017)